# Jaklovce (przystanek kolejowy)
Jaklovce – przystanek kolejowy znajduący się we wsi Jaklovce w kraju koszyckim na linii kolejowej 173 Margecany – Červená Skala, na Słowacji.